# Кампањола (Бреша)
Кампањола (итал. Campagnola) је насеље у Италији у округу Бреша, региону Ломбардија.
Према процени из 2011. у насељу је живело 942 становника. Насеље се налази на надморској висини од 141 м.